# 大阪市立東住吉図書館
大阪市立東住吉図書館（おおさかしりつひがしすみよしとしょかん）は、大阪府大阪市東住吉区にある大阪市立図書館の分館。

## 施設概要
- 延床面積 - 629.59平方メートル
- 閲覧室 - 385平方メートル（図書館は3階、1階は老人福祉センター、2階は東住吉会館、北側の隣接部分の1-2階は子ども・子育てプラザ）
- 開館時間は土曜日と日曜日は10時から17時まで。
- 火曜日から金曜日は10時から19時まで。
- 貸し出しは1人15冊まで。
  - そのうちCD・DVD・カセットは5点まで。
  - 15日間借りれるがそれより2週間延長することができる。

### 休館日
- 月曜日（小学校の夏休み期間は開館）第三木曜日
- 国民の祝日と国民の休日（11月3日「文化の日」は開館）
- 年末年始
- 毎月末日
- 蔵書点検期間

## 沿革
- 1979年1月17日 創立

※なお、1972年-1974年にかけて「大阪市立東住吉図書館」を名乗っていた図書館が別に存在したが、その図書館は現平野区（当時東住吉区）の区域にあったため、東住吉区・平野区の分離と同日の1974年7月22日に大阪市立平野図書館と改称している。

## 貸出
- 1人15冊まで（うち、CD・DVD・カセットは5点まで）15日間[2]

## アクセス
- Osaka Metro谷町線 駒川中野駅 西へ約600m
- 近鉄南大阪線 針中野駅 北東へ約900m